# Wiesensee (Tirol)
Der Wiesensee ist ein kleiner Gebirgssee zwischen Pillersee und Hochfilzen am Südwestfuß der Loferer Steinberge ganz im Osten des Bundeslands Tirol. 
Zufluss und Abfluss ist der Katzelbach Richtung Pillersee. Direkt am See liegen keine Ortschaften. Am Westufer des Sees verläuft eine schmale Straße mit geringer Kfz-Belastung, die von zahlreichen Wanderern und Radfahrern als Verbindungsroute ohne starke Steigungen zwischen St. Ulrich am Pillersee und Hochfilzen genutzt wird.
Der Wiesensee verlandet vom Zulauf her zunehmend. Im Bereich des Zulaufs am Südufer des Sees befindet sich eine ausgedehnte Röhrichtzone, die im Norden in die offene Wasserfläche übergeht und sich von Süden her allmählich zu einem Verlandungsmoor entwickelt.

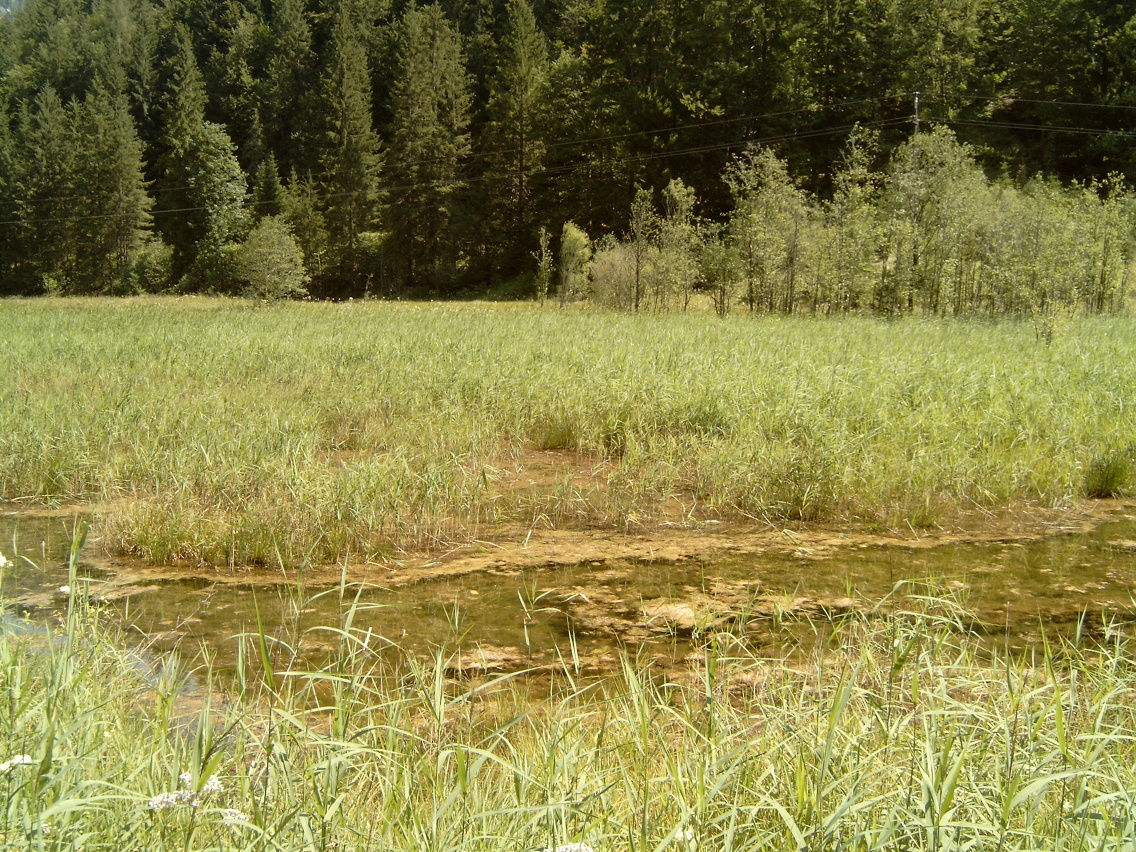
Verlandungszone im Bereich des Zulaufs